# Мальта на зимних Олимпийских играх 2018
Мальта на зимних Олимпийских играх 2018 года была представлена одной спортсменкой в горнолыжном спорте. Мальта во второй раз в истории участвовала в зимних Олимпийских играх и вновь единственной спортсменкой была горнолыжница Элиз Пеллегрен.

## Состав сборной
Горнолыжный спорт
1. Элиз Пеллегрен

## Результаты соревнований

### Лыжные виды спорта

#### Горнолыжный спорт
Квалификация спортсменов для участия в Олимпийских играх осуществлялась на основании специального квалификационного рейтинга FIS по состоянию на 21 января 2018 года. При этом НОК для участия в Олимпийских играх мог выбрать только того спортсмена, который вошёл в топ-500 олимпийского рейтинга в своей дисциплине, и при этом имел определённое количество очков, согласно квалификационной таблице. Страны, не имеющие участников в числе 500 сильнейших спортсменов, могли претендовать только на квоты категории «B» в технических дисциплинах. По итогам квалификационного отбора сборная Мальты стала обладательницей олимпийской лицензии категории «B» в женских соревнованиях, которую для страны завоевала Элиз Пеллегрен.
Женщины
| Соревнование      | Спортсмены     | Скоростной спуск/ 1 спуск | Скоростной спуск/ 1 спуск | Слалом/ 2 спуск       | Слалом/ 2 спуск       | Всего                 | Место                 | Отставание            |
| Соревнование      | Спортсмены     | Время                     | Место                     | Время                 | Место                 | Всего                 | Место                 | Отставание            |
| ----------------- | -------------- | ------------------------- | ------------------------- | --------------------- | --------------------- | --------------------- | --------------------- | --------------------- |
| слалом            | Элиз Пеллегрен | 1:05,18                   | 56                        | 58,90                 | 45                    | 2:04,08               | 50                    | +25,45                |
| гигантский слалом | Элиз Пеллегрен | DSQ                       | DSQ                       | завершила выступление | завершила выступление | завершила выступление | завершила выступление | завершила выступление |